# Estadio Luis Méndez Piana
El estadio Luis Méndez Piana, anteriormente conocido como Parque Luis Méndez Piana, es un estadio de fútbol, ubicado en Montevideo, propiedad del Club Sportivo Miramar Misiones. El terreno es propiedad de la Intendencia Departamental de Montevideo, y el club cebrita usufructúa el mismo en concesión.
Se encuentra en el Parque José Batlle y Ordóñez, y está pegado al estadio de Central Español, el Parque Palermo, separado del mismo por una medianera. Ambos escenarios deportivos están ubicados a escasos metros del Estadio Centenario y vecinos al Club De Tiro Del Uruguay.
Fue inaugurado en 1958 con un partido internacional entre Misiones (propietario en aquel momento del escenario) y el Guarany de Bagé brasileño, ganando los locales por 6 a 2.

## Otros usos

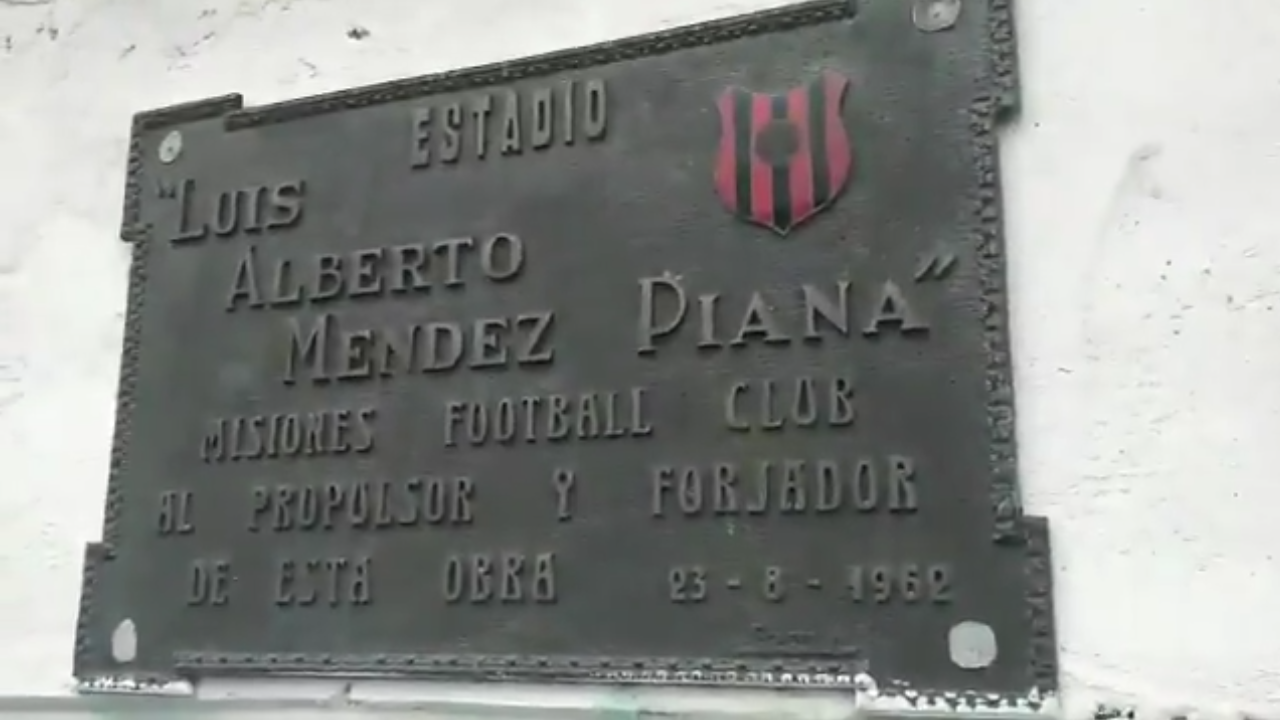
Placa conmemorativa del estadio.

- El 2 de marzo de 1960 el presidente de los Estados Unidos, Dwight Eisenhower aterrizó con su helicóptero presidencial en el medio del campo de juego, utilizando el mismo como helipuerto.[1]
- En 2021 sirvió como sede para la instalación de las carpas de hospitalidad de la CONMEBOL, en las finales de la Copa Sudamericana y Copa Libertadores disputadas en el Estadio Centenario.[2]